# Pure Morning
Pure Morning is een nummer van de Britse band Placebo. Het verscheen op hun album Without You I'm Nothing uit 1998. Op 3 augustus van dat jaar werd het nummer uitgebracht als de eerste single van het album.

## Achtergrond
Pure Morning is geschreven door alle groepsleden – zanger Brian Molko schreef de tekst en de band schreef de muziek – en geproduceerd door Phil Vinall. Het nummer werd op het laatste moment toegevoegd aan Without You I'm Nothing; oorspronkelijk was het opgenomen als B-kant voor een single. Nadat de band experimenteerde met een gitaarloop, besloten zij om er een compleet nummer omheen te schrijven. Molko vertelde in een interview dat hij de tekst uit zijn hoofd schreef, en dat hij zich na de opname de betekenis pas realiseerde.
Molko vertelde dat Pure Morning een nummer is over vriendschap, startend uit de situatie waarin iemand in slaap valt wanneer de rest van de wereld wakker wordt; zo komen mensen thuis vanuit de club op het moment dat de zon opgaat en iedereen naar het werk gaat. Verder vertelde hij dat het nummer gaat over het gevoel van ontwrichting, "dat punt waarop je voelt dat je leven het minst op orde is", en dat dit opgelost kan worden door iemand die "een arm om je heen slaat en het in slaap vallen makkelijker maakt". Hij vatte het nummer als volgt samen: "Alles waar je naar snakt is voor een vriend die een arm om je heen slaat en je beter laat voelen. Dat is de pure ochtend, wanneer dat gebeurt."
Pure Morning werd een grote hit in het Verenigd Koninkrijk, waar het de vierde plaats haalde en samen met voorganger Nancy Boy de hoogstgeplaatste single is van de groep. In de Verenigde Staten bereikte het de Billboard Hot 100 niet, maar kwam het wel tot de negentiende plaats in de Hot Modern Rock Tracks-lijst. Ook in Australië en Nieuw-Zeeland werden hitnoteringen behaald. In Nederland kwam de single niet in de Top 40 terecht, maar haalde het wel de 84e plaats in de Mega Top 100. Het nummer staat op de soundtrack van de film The Chumscrubber uit 2005; tevens is het gebruikt in een aflevering van Daria.
In de videoclip van Pure Morning, opgenomen op de hoek van Savoy Street en Savoy Hill in Londen, speelt Molko een suïcidale man. Politie en andere autoriteiten proberen hem te stoppen voordat hij van een gebouw springt. De andere bandleden worden ondertussen gearresteerd voor misdrijven die niet in beeld worden gebracht. Op de kruising zijn nieuwsploegen aanwezig en een politieagent rent door het gebouw in een poging om de man te redden. Voordat de agent bij hem aankomt, springt de man, maar hij loopt uiteindelijk verticaal via de buitenkant van het gebouw naar beneden.

## Hitnoteringen

### Mega Top 100
| Hitnotering: 12-09-1998 t/m 17-10-1998 | Hitnotering: 12-09-1998 t/m 17-10-1998 | Hitnotering: 12-09-1998 t/m 17-10-1998 | Hitnotering: 12-09-1998 t/m 17-10-1998 | Hitnotering: 12-09-1998 t/m 17-10-1998 | Hitnotering: 12-09-1998 t/m 17-10-1998 | Hitnotering: 12-09-1998 t/m 17-10-1998 | Hitnotering: 12-09-1998 t/m 17-10-1998 |
| Week                                   | 1                                      | 2                                      | 3                                      | 4                                      | 5                                      | 6                                      |                                        |
| -------------------------------------- | -------------------------------------- | -------------------------------------- | -------------------------------------- | -------------------------------------- | -------------------------------------- | -------------------------------------- | -------------------------------------- |
| Positie                                | 98                                     | 88                                     | 84                                     | 87                                     | 87                                     | 98                                     | uit                                    |

### NPO Radio 2 Top 2000
| Nummer met noteringen in de NPO Radio 2 Top 2000 | '16  | '17  | '18  | '19  | '20  | '21  | '22  | '23  | '24  |
| ------------------------------------------------ | ---- | ---- | ---- | ---- | ---- | ---- | ---- | ---- | ---- |
| Pure Morning                                     | 1103 | 1306 | 1556 | 1448 | 1421 | 1309 | 1222 | 1288 | 1307 |

1. ↑  Een vetgedrukt getal geeft de hoogste notering aan.
2. ↑  2016 was het eerste jaar met een notering voor dit nummer.